# António Frasco
António Frasco (Leça da Palmeira, 16 gennaio 1955) è un allenatore di calcio ed ex calciatore portoghese, di ruolo centrocampista, tecnico in seconda della squadra Under-19 del Porto.

## Palmarès

### Giocatore

#### Competizioni nazionali
- Campionato portoghese: 4

Porto: 1978-1979, 1984-1985, 1985-1986, 1987-1988
- Coppa del Portogallo: 2

Porto: 1983-1984, 1987-1988
- Supercoppa di Portogallo: 4

Porto: 1981, 1983, 1984, 1986

#### Competizioni internazionali
- Coppa dei Campioni: 1

Porto: 1986-1987
- Supercoppa UEFA: 1

Porto: 1987
- Coppa Intercontinentale: 1

Porto: 1987